# Pinus torreyana
Pinus torreyana là một loài thực vật hạt trần trong họ Thông. Loài này được Parry ex Carrière miêu tả khoa học đầu tiên năm 1855.